# Cathédrale de Palma de Majorque
La cathédrale de Majorque, localement appelée Catedral-Basílica de Santa María de Palma de Mallorca, Catedral de Mallorca ou encore La Seu est le plus grand édifice religieux de l'île de Majorque et le deuxième[réf. nécessaire] d'Espagne par sa longueur (109 mètres) après la cathédrale de Séville (132 mètres).

## Présentation
Située au cœur de la ville de Palma, elle domine le très proche rivage de la Méditerranée au-dessus des fortifications médiévales de la cité. Elle forme avec le palais voisin de l'Almudaina, le symbole visuel de Palma, visible de toute la baie.

## Histoire

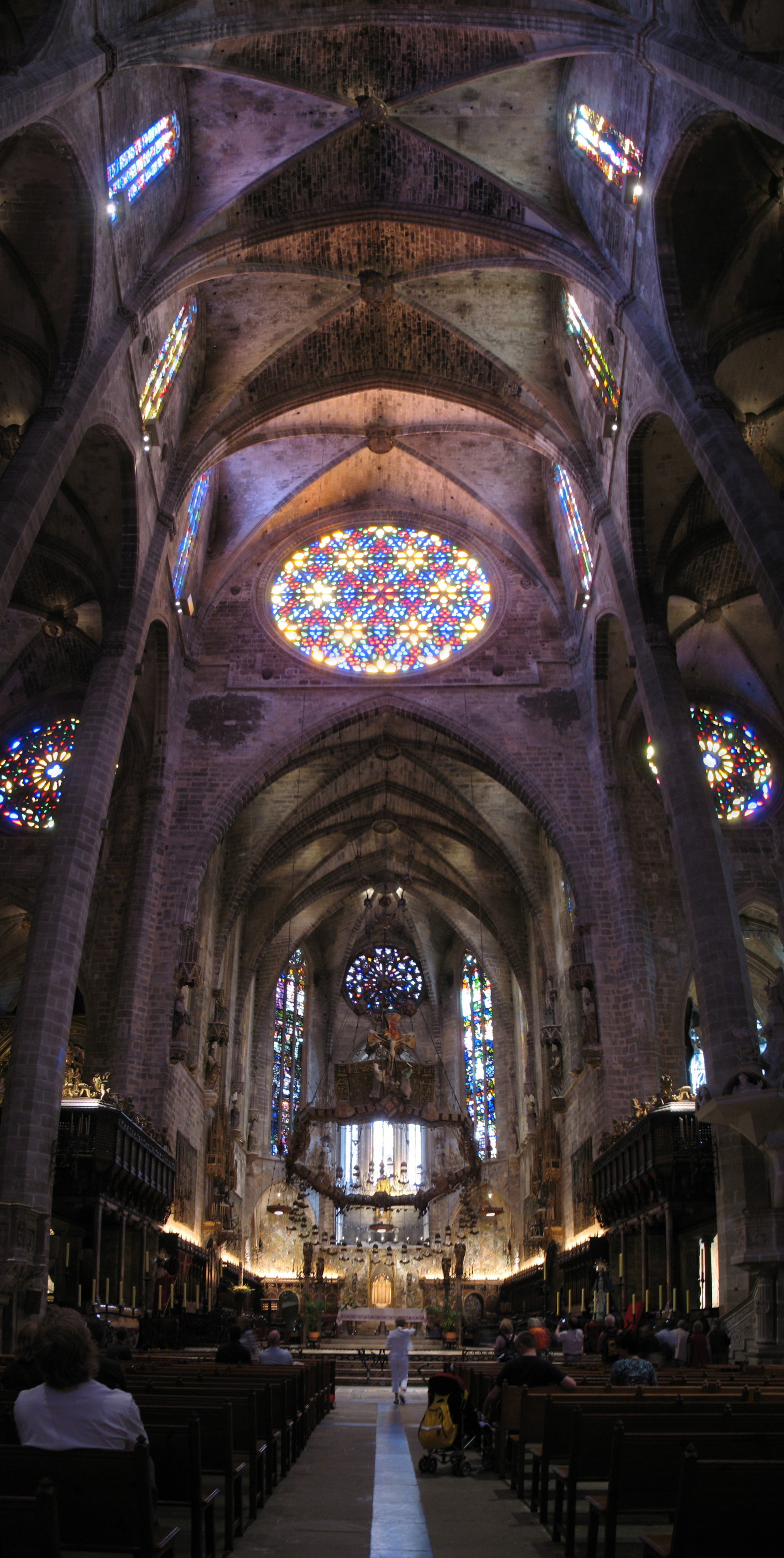
Intérieur de La Seu.

Le roi d'Aragon Jacques Ier le Conquérant, après avoir repris l'archipel des Baléares aux musulmans, décide de faire démolir l'ancienne grande mosquée de Medina Mayurqa (Palma) pour édifier en lieu et place une grande cathédrale dédiée à la Vierge Marie.
La construction fut donc commencée en 1229 et la consécration eut lieu en 1346. En 1498, la tour contenant les neuf cloches est achevée. Chacune porte un nom ; la plus lourde, N'Eloi, pèse 4 500 kilogrammes. Les travaux se poursuivent encore pendant de nombreuses années, pour trouver seulement leur fin en 1601. L'édifice est alors consacré, par l'évêque Vic i Manrique.
Entre 1655 et 1699, plusieurs effondrements se produisent, notamment des voûtes, qui connaissent des difficultés structurelles.
En 1851, un tremblement de terre endommage le portail principal, nécessitant sa restauration.
Entre 1904 et 1914, Antoni Gaudí exécute partiellement la commande qui lui est confiée : la reconfiguration du chœur.
En 1931, l'édifice est classé monument historique artistique, par le Trésor artistique national (Tesoro Artístico Nacional), puis bien d'intérêt culturel (BIC).
Dans les années 1970, la construction du parc de la mer s'interpose entre la mer et la cathédrale.

## Architecture
L'édifice est colossal et se mesure aux plus grandes cathédrales européennes pour sa hauteur sous voûte : pratiquement 44 m surpassé par la cathédrale de Beauvais (48,50 m) – dont seuls le chœur et le transept sont achevés – et par celle de Milan (45 m) ; elle dépasse celle de Cologne. Sa longueur est inférieure à celle de la plupart des grandes cathédrales européennes : 109,4 m et elle est large de 39,45 mètres. L'édifice couvre 6 600 m2 au sol. Le volume intérieur est de 160 000 m3.
L'intérieur comporte huit travées  et dix-neuf chapelles (huit pour la façade nord, huit pour la façade sud, deux autour de la façade principale et une près de la sacristie principale). Trois entrées permettent son accès : une pour chaque façade (porte de l'Almoina, au nord, du côté du centre historique, porte du mirador, au sud face à la mer et celle de la façade principale, la porte de l'Almudaina). Le nord présente un corps de salles, avec les deux salles capitulaires, baroque et gothique, ainsi que le cloître.
Son intérieur est illuminé par sept rosaces ainsi que par quatre-vingt-trois vitraux. La principale rosace représente une étoile de David. Deux fois par année, le 11 novembre (jour de la saint Martin) et le 2 février (jour de la Vierge de la Candelaria) vers huit heures du matin, un rayon lumineux part de la rosace principale et projette la rosace sur le mur opposé. Un autre phénomène remarquable se produit au solstice d'hiver.
Le style est gothique dit « catalan » (avec un toit presque plat) qui se distingue du modèle français classique. Il n'y a pas de transept ni de déambulatoire ; la partie orientale comprend une abside et deux absidioles de forme rectangulaire. Les deux bas-côtés, sur lesquels s'ouvrent des chapelles latérales, sont de hauteur inférieure à la nef principale.
La pierre provient de Majorque, principalement de Santanyí.
Ne sont connus ni le nombre ni les noms de tous les architectes. Parmi ceux identifiés, Guillem Sagrera y fut nommé maître d’œuvre en 1420 et il travailla sur divers éléments, avec son neveu Francesc Sagrera.
La porte du Mirador se distingue parmi les réalisations. Guillem Sagrera ne se contenta pas de la dessiner ; il en réalisa également la décoration et les sculptures, notamment les saint Pierre et saint Paul ainsi qu'une Vierge aujourd'hui au musée de Palma, remplacée par une copie sur l'édifice. En 1889, l'évêque de l'époque, Pere Campins confie à Antoni Gaudí le mandat d'apporter à l'édifice les restaurations dont il a besoin. Gaudí présente son projet en 1903. Des travaux sont entrepris (restauration de deux chaires, ajout de vitraux, de meubles et d'ornements en fer forgé, transfert du chœur initial dans la nef, ajout d'un baldaquin au-dessus de l'autel). Un différend avec l'entrepreneur et la mort de l'évêque Campins l'incitent à abandonner le projet en 1914.
De nombreux artistes ont travaillé pour cette cathédrale, en particulier des sculpteurs et des peintres. Joan Matons a réalisé, entre 1704 et 1718, les candélabres géants en argent.
De 2001 à 2006, l'artiste espagnol Miquel Barceló, natif de l'île, a été chargé de réaliser les décorations intérieures et les vitraux de la chapelle Sant Pere qui furent inaugurés le 2 février 2007 par le roi Juan Carlos. Il s'agit d'un ensemble de céramiques et de sculptures représentant l'eucharistie et les symboles du Christ et de la culture majorquine (poissons et faune marine), faisant également allusion au Cant de la Sibil·la.

## Œuvres d'art
Parmi les œuvres à vocation religieuse se trouvent :
- le siège épiscopal[5],
- l'autel principal[6],
- le mur de céramique[7], terminé par Gaudí en 1909,
- la statue représentant Notre Dame (Nostra Dama de la Seu)[8], dans la chapelle de la Sainte Trinité,
- le baldaquin, également de Gaudí (et de Josep Maria Jujol), de 1912, qui couronne la chapelle royale[9],
- les tombes royales de Jacques II[10] et de Jacques III[11], dans la chapelle de la Sainte Trinité,
- les retables décorant les différentes chapelles : saint Antoine de Padoue[12], saint Martin de Tours[13], saint Benoît, saint Bernard, du Sacré Cœur, saint Joseph, saint Sébastien, du Corps du Christ, par exemple.

La cathédrale abrite des peintures :
- celles du tombeau de l'évêque Ramon de Torrella[14], anonyme, 1385,
- les trente-trois tableaux de la chapelle de la Piété[15],
- ou encore, le concert de sainte Cécile, de Guillem Mesquida[16].

Les sculptures sont abondantes :
- Saint Pierre et saint Paul, dans la chapelle royale[17],
- les anges, dont celui de l'annonciation[17] et ceux du presbytère,
- les sculptures des sépultures, comme celles d'Antoni de Galiana[18], d'Esclarmonde de Majorque[19], du marquis Pere Caro i Sureda, de la Romana[20], ou encore de Ramon de Torrella[21].

Les différentes chapelles intérieures contiennent donc les sépultures de membres de la famille royale de Majorque, ainsi que d'évêques. Parmi les premiers, se trouvent en particulier les tombes des rois Jacques II et Jacques III. Ramon Torrella fut le premier évêque de la cathédrale. Gil Sanchez Muñoz, un temps antipape sous le nom de Clément VIII, termina sa vie comme évêque à Palma.

## Saints de Majorque
Les grandes personnalités religieuses de l'île sont représentés dans la cathédrale : Ramon Llull, Santa Catalina Tomas ou encore, Junipero Serra.

## Protection
La cathédrale fait l’objet d’un classement en Espagne au titre de bien d'intérêt culturel depuis le 3 juin 1931.

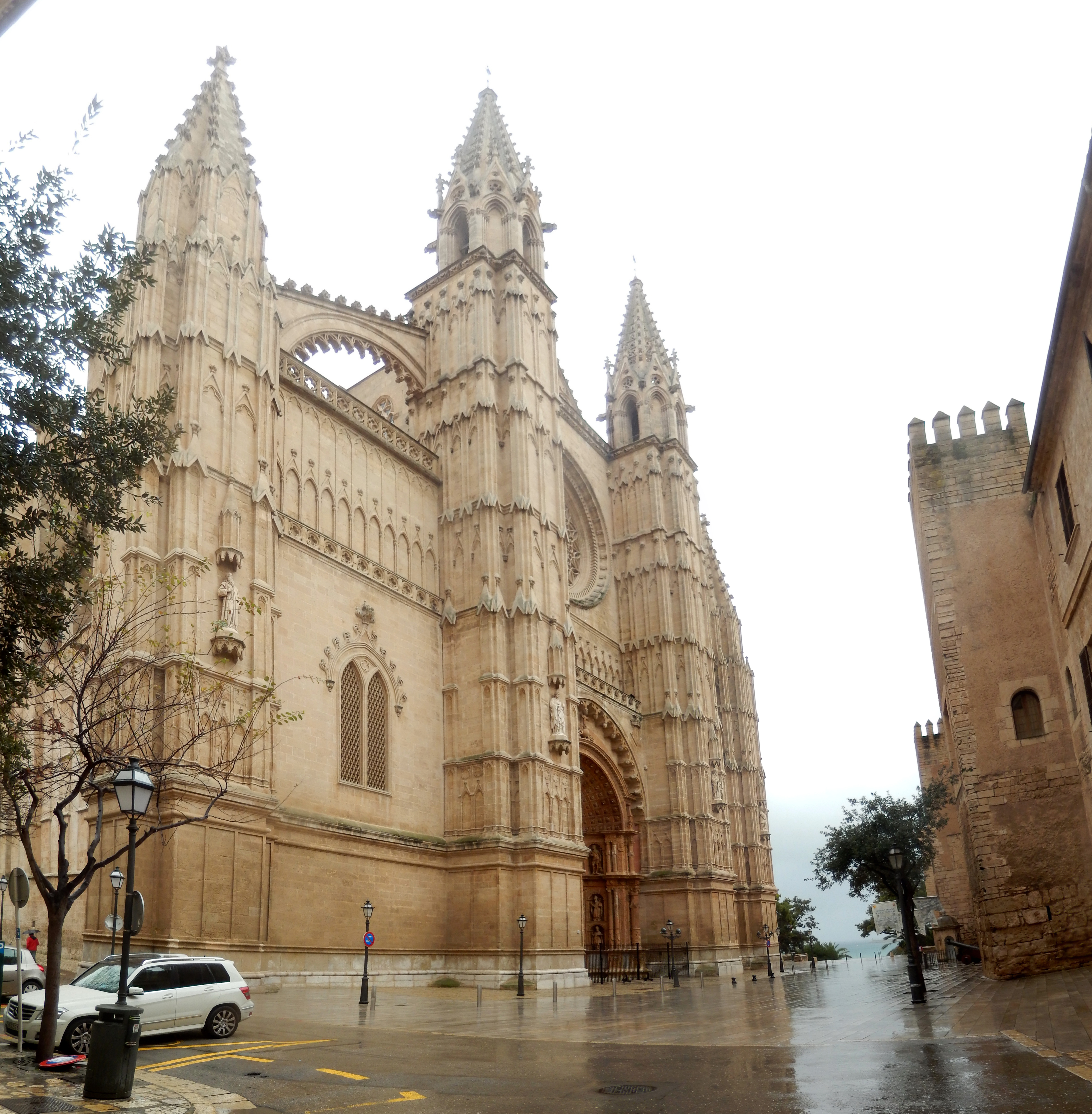
Devant de la cathédrale et le parvis.
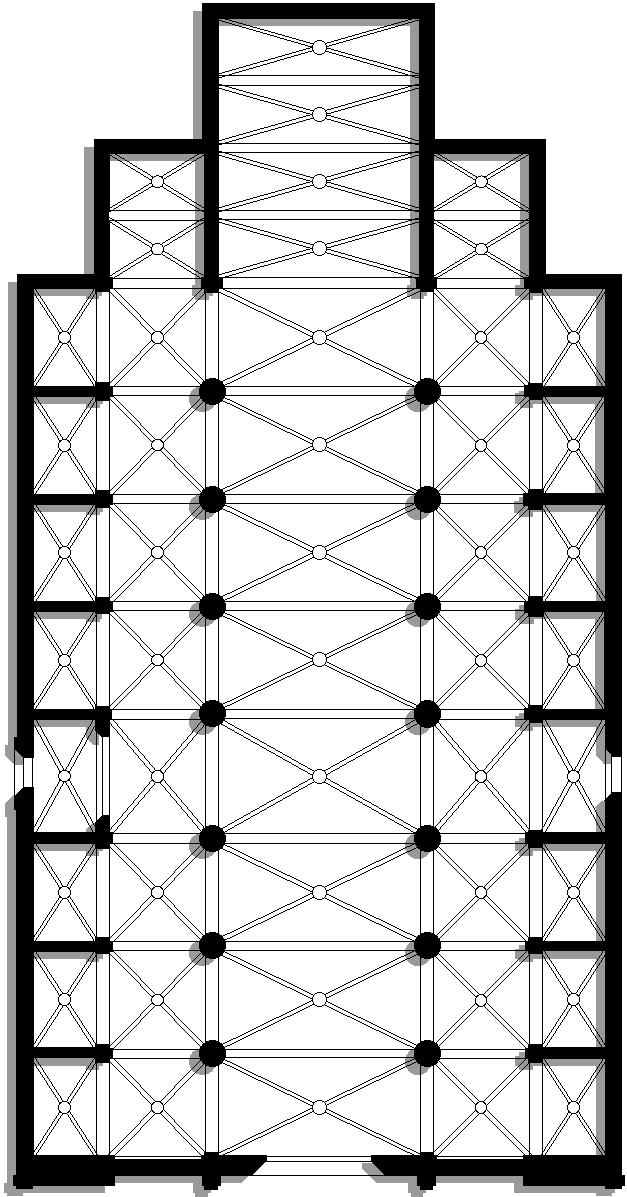
Plan de la cathédrale.
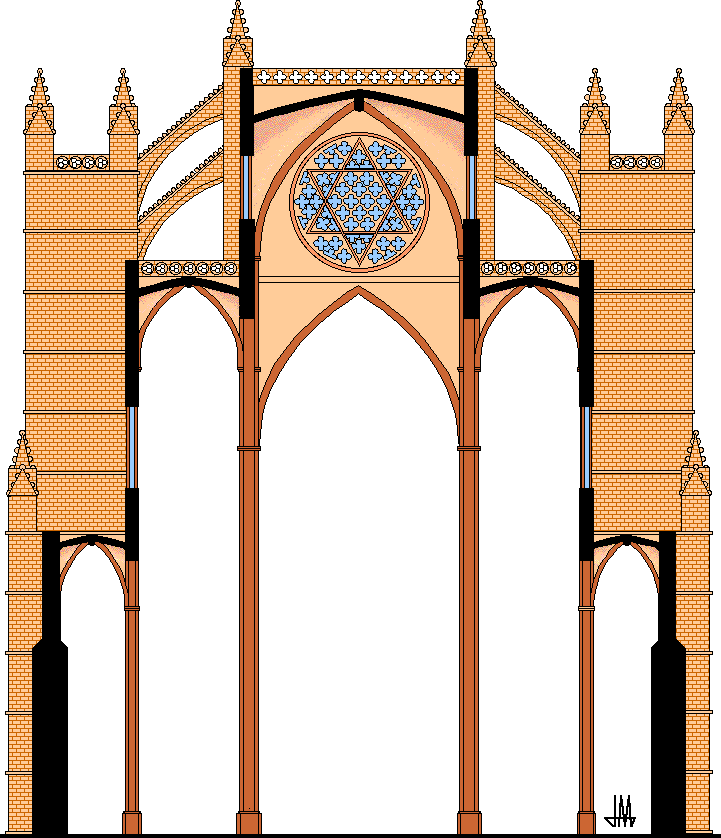
Élévation transversale.
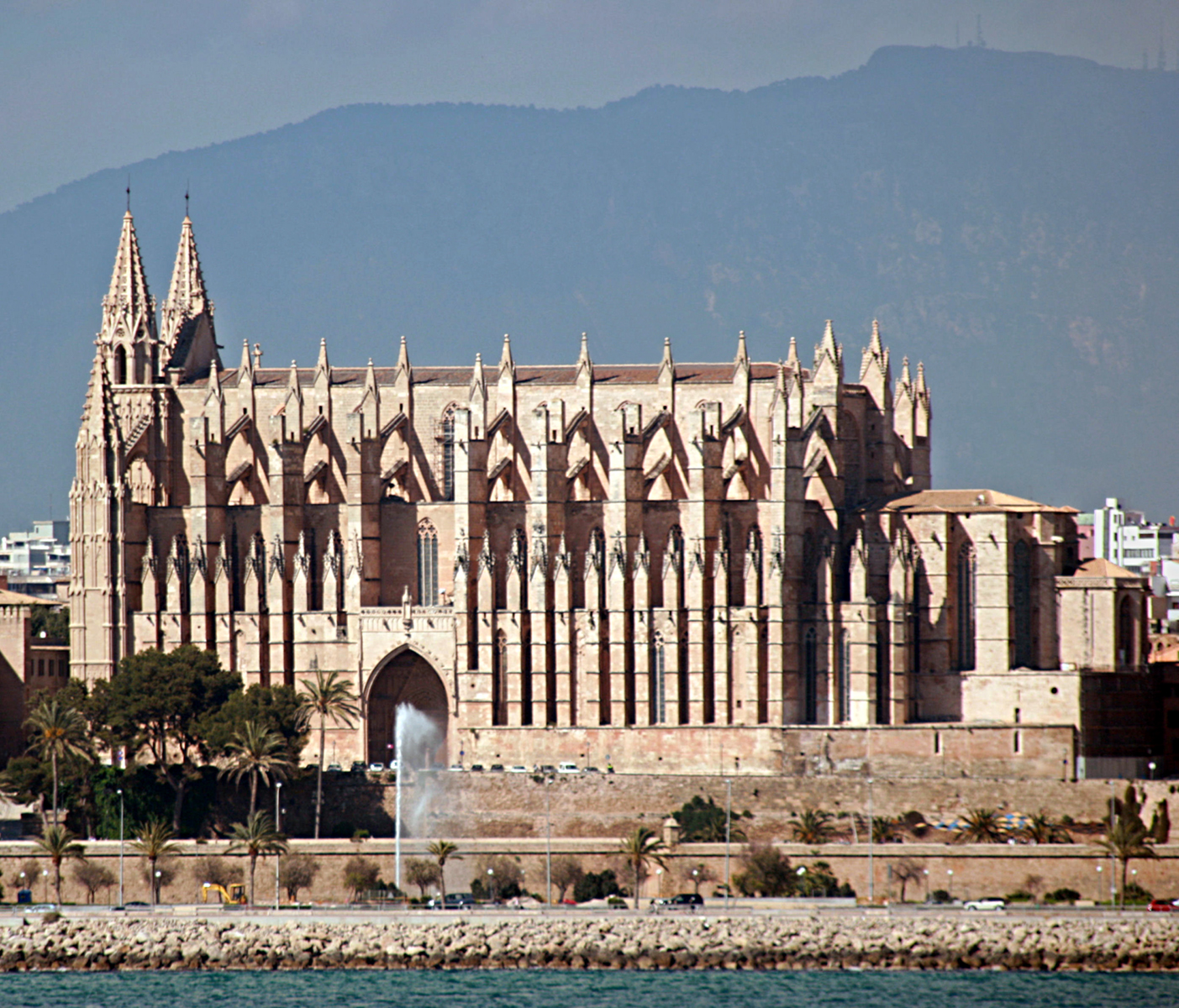
La Seu vue depuis le port.
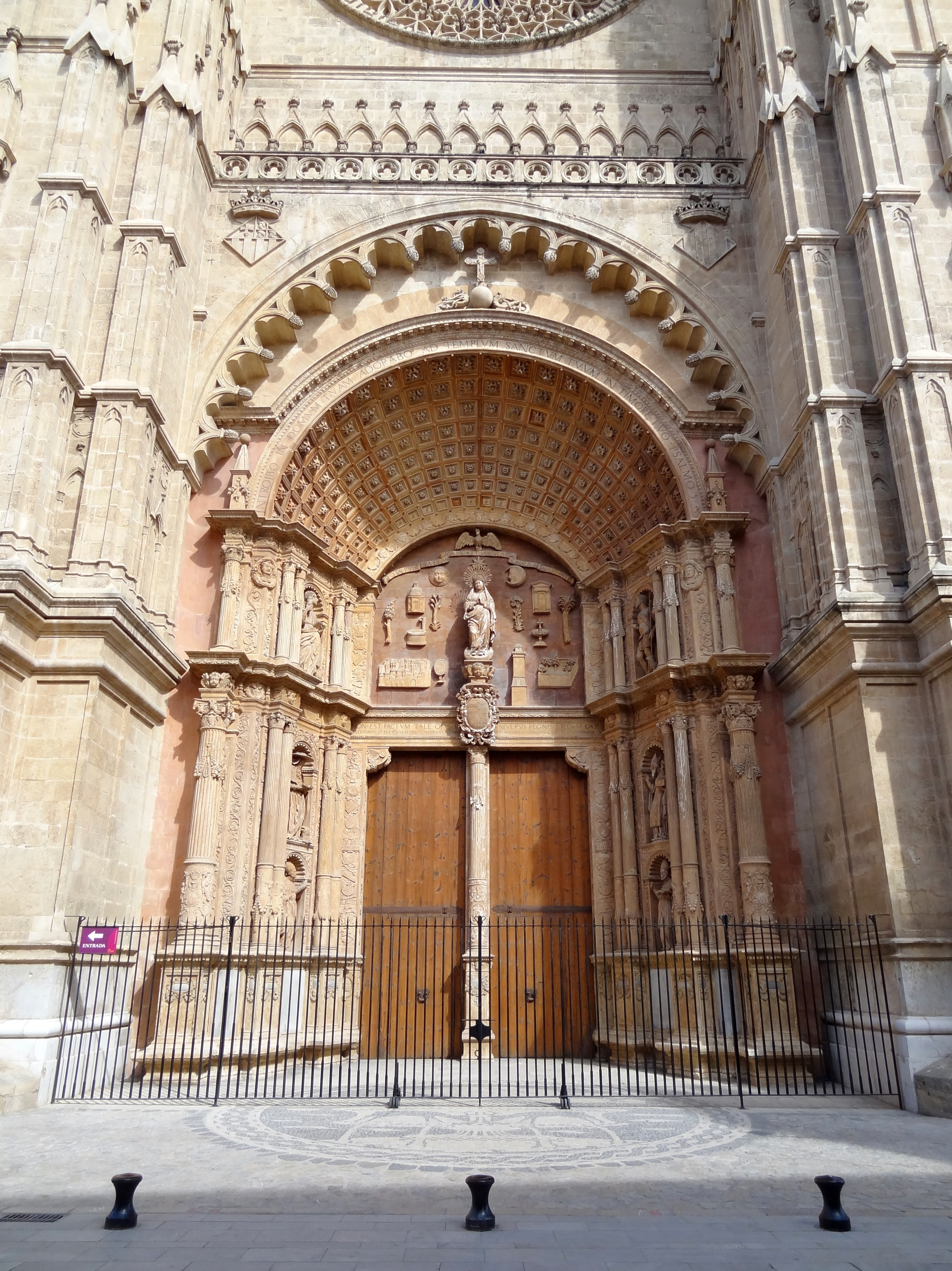
Le portail principal.
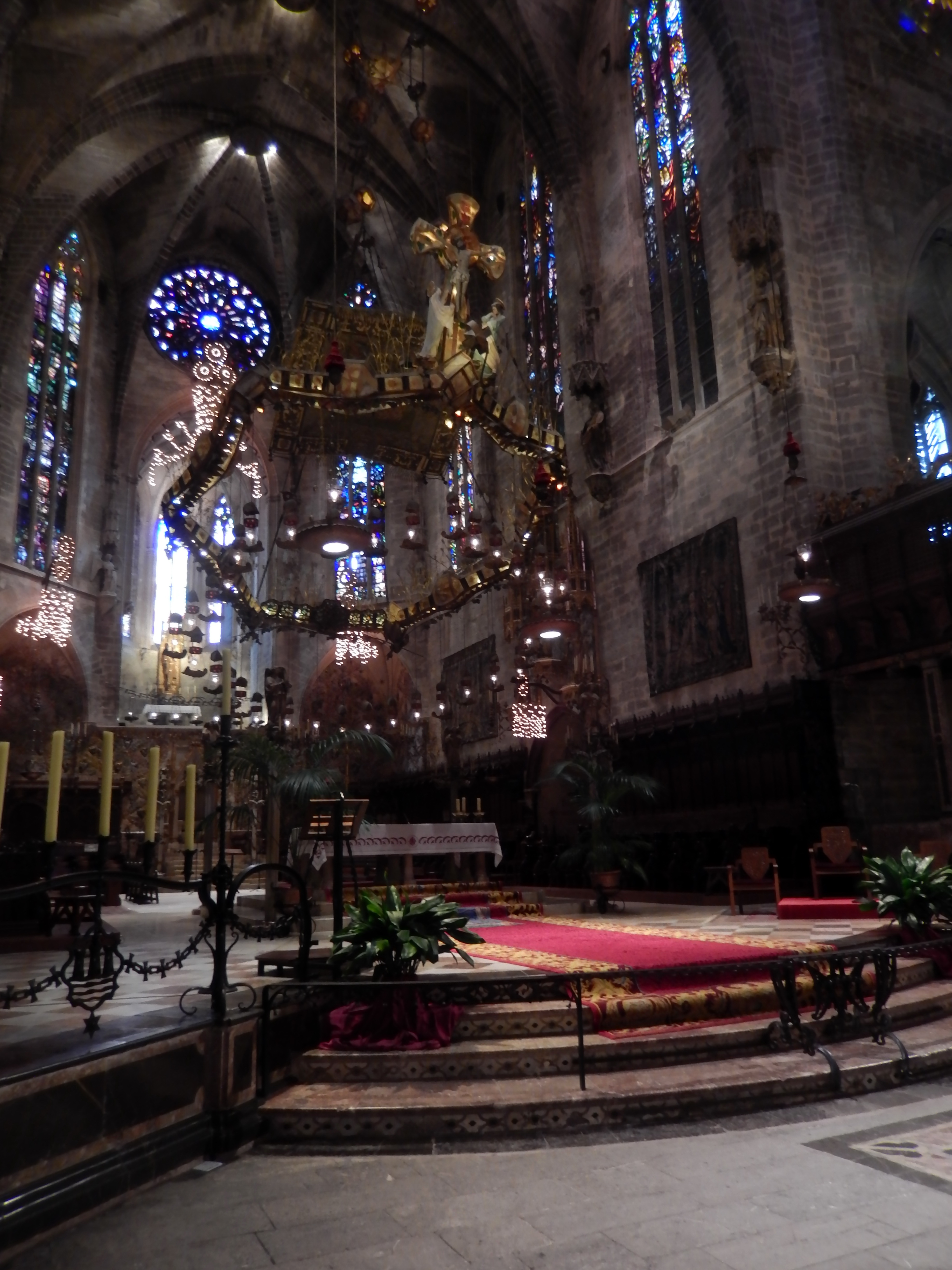
L'autel et le baldaquin au-dessus.
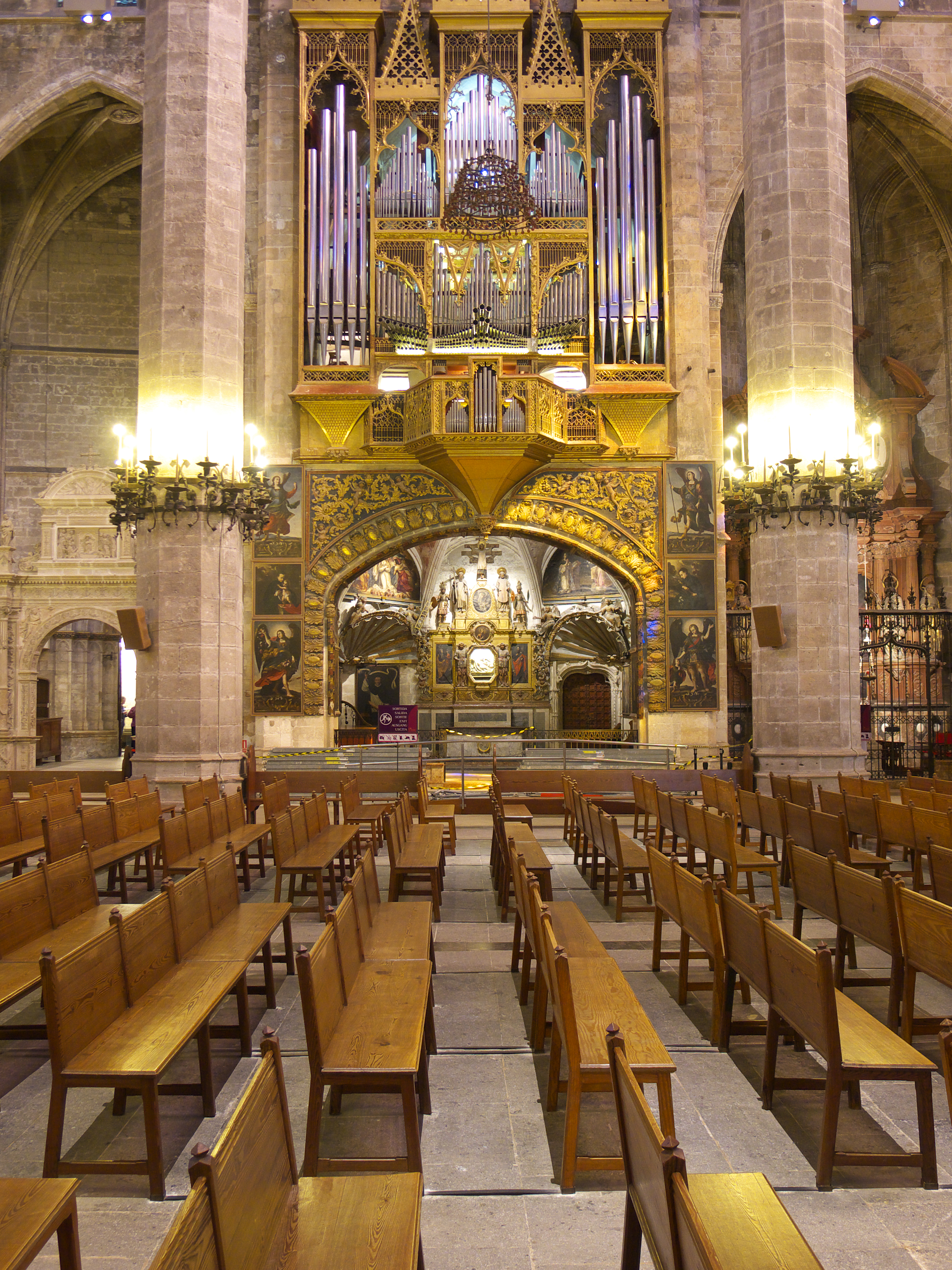
L'orgue.
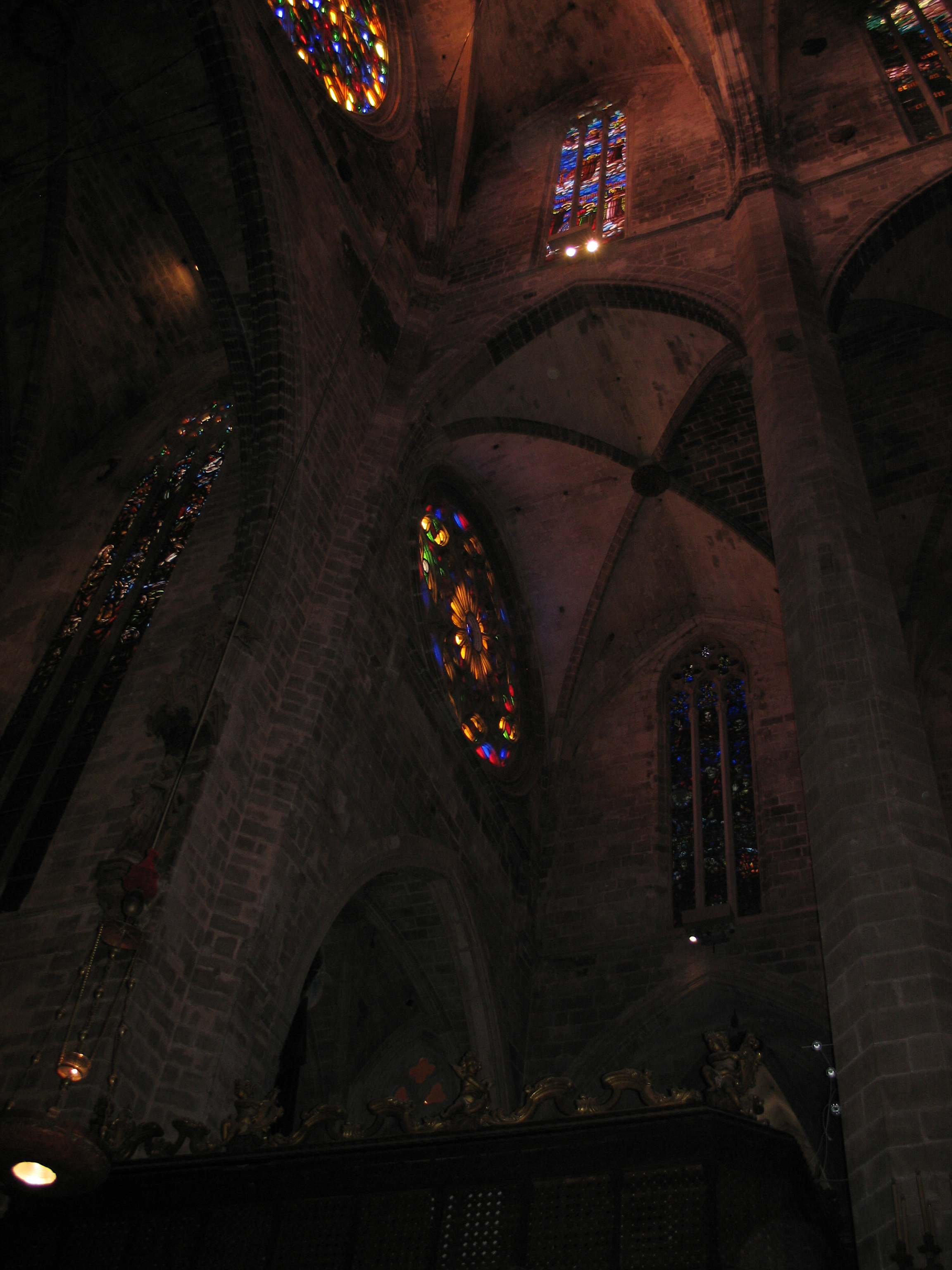
Voûte et vitraux.
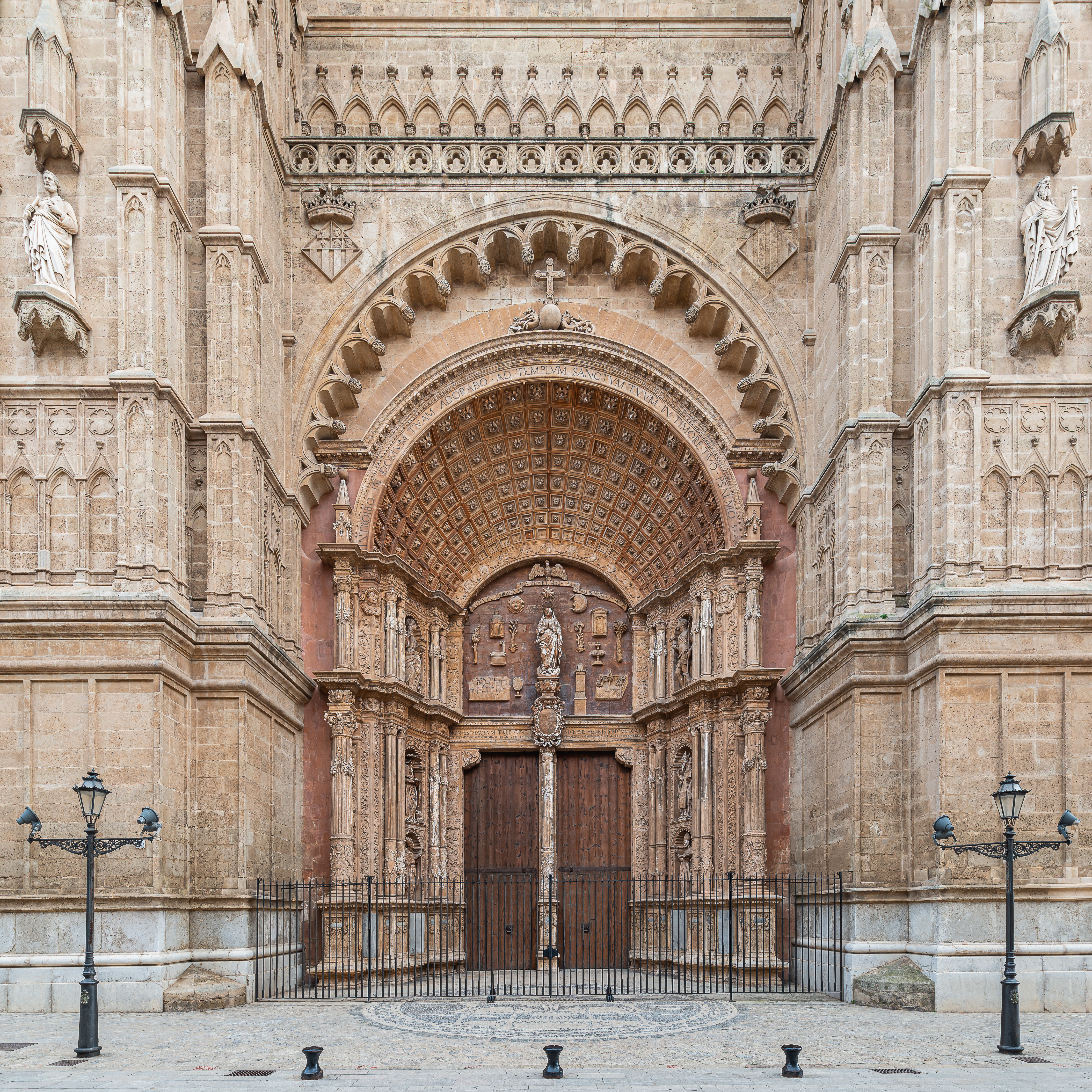
Porte principale de la cathédrale. Mars 2021.